# فيبريز
شركة فيبريز (بالإنجليزية:  Febreze) هي علامة تجارية أمريكية لأجهزة ازالة الروائح المنزلية التي تصنعها شركة بروكتر وغامبل. تُباع في أميركا الشمالية والجنوبية، أوروبا، أفريقيا، آسيا، أستراليا ونيوزيلندا.
جاء الاسم " Febreze " من عبارة «نسيج: fabric» و «سهل: easy»  بعدما أجرت الشركة اختبارات استهلاكية واسعة ووجدت أن الزبائن يفضلون تهجئة " Febreze" على " Febreeze "، التي جاءت من اقتراح للجمع بين كلمة «نسيج: fabric» و «نسيم: breeze». أُدخلت لأول مرة في أسواق الاختبار في مارس/آذار 1996 ، وقد تم تجديد بيع منتج النسيج في الولايات المتحدة منذ يونيو/حزيران 1998، ومنها أخذ يتفرع ليشمل معطرات الهواء، والزيوت المعطرة (النفاثة)، والأقراص المعطرة، والشموع التي تقضي على الرائحة، ومستحضرات الهواء الآلية.
وتُباع في العديد من الدول غير الأجنبية تحت اسم إمبي بور (Ambi pur).

## المكونات
إن المكون النشط في العديد من منتجات الفبريز هو هيدروكسي بروبيل بيتا سيكلودكسترين. ويشتق العنصر النشط من الذرة. وقد حصل استخدام السيكلودكسترين كمستودع للرائحة قابلة للارتشاح على براءة اختراع من قبل شركة براكتر وغامبل.
وتشمل المنتجات مكونات إضافية مثل المواد الحافظة، المستحلبات، والعطور.كما أن بنزوثيازولينون هو عنصر حافز مشمول في بعض المنتجات.

## المنتجات الفرعية
هناك العديد من أنواع المنتجات المروجة لعلامة فيبريز. فعلى سبيل المثال، المنتجات الرئيسية هي  منتجات الرش المعطرة للهواء، والتي يقال أن لها تأثير مطهر. بالإضافة إلى أن هناك وحدة متخصصة للرائحة للحيوانات الأليفة، السيارات، والنسيج. والبعض الآخر عديم الرائحة.
- معطرات الجو البخاخة
- معطرات الجو القرصية
- ضبابيات غرف النوم
- مجدد الانسجة
- الزيوت المعطرة النفاثة
- مجددات الفراش
- الشموع
- مُرخيات النوم
- أقراص تجديد هواء السيارات

وفي بعض الدول يوجد مستحضرات فيبريز للغبار والحمامات.

## التسويق
إن المنتج  الذي تم تسويقه في البداية كوسيلة للتخلص من الروائح غير السارة، قد بيعَ بصورة منخفضة إلى أن أدركت شركة P&G أن الناس يعتادون على الروائح في منازلهم الخاصة، ويتوقفون عن ملاحظتهم حتى عندما تصبح الرائحة قوية (مثل رائحة العديد من القطط في أسرة واحدة). ثم تحولت طريقة التسويق إلى ربطه بالرائحة الطيبة وعادات التنظيف الجيدة، مما أدى إلى زيادة كبيرة في المبيعات. ولم يعد التأكيد على خصائص التخلص من الرائحة إلا بعد أن أصبح المنتج راسخا في السوق.

## الأمان
ويرى خبراء علم السموم البيطرية العاملون في الجمعية الامريكية لحماية الحيوانات التابع لوزارة الصحة والزراعة والفضاء أن المنتجات المعطرة لنسيج الفبريز آمنة للاستخدام في المنازل مع الكلاب الأليفة، والقطط، والأرانب، والقوارض.
ومع ذلك، فإن ملصقات الاستخدام  تشير إلى أن المنتج يعتبر غير آمن حول الطيور، وأن نتائج الاختبار مع الحيوانات الأخرى غير مشار إليها بعد.

## روابط خارجية
صفحة شركة febreze الرئيسية
بيانات سلامة المواد في الشركة